# Saint-André-d'Hébertot
Saint-André-d'Hébertot è un comune francese di 464 abitanti situato nel dipartimento del Calvados nella regione della Bassa Normandia.

## Società

### Evoluzione demografica
Abitanti censiti